# Mírová smlouva ve Frederiksborgu 1720
Mírová smlouva  ve Frederiksborgu (švédsky Freden på Frederiksborg, dánsky Freden i Frederiksborg) byla podepsána 3.jul./ 14. července 1720greg. na dánském zámku Frederiksborg. Smlouva byla uzavřena mezi Švédskou říší a Královstvím Dánska a Norska a ukončila vzájemné boje ve velké severské válce (1700–1721). Po uzavření této smlouvy bojovalo Švédsko dále v této válce už jen proti Ruskému carství.

## Historie

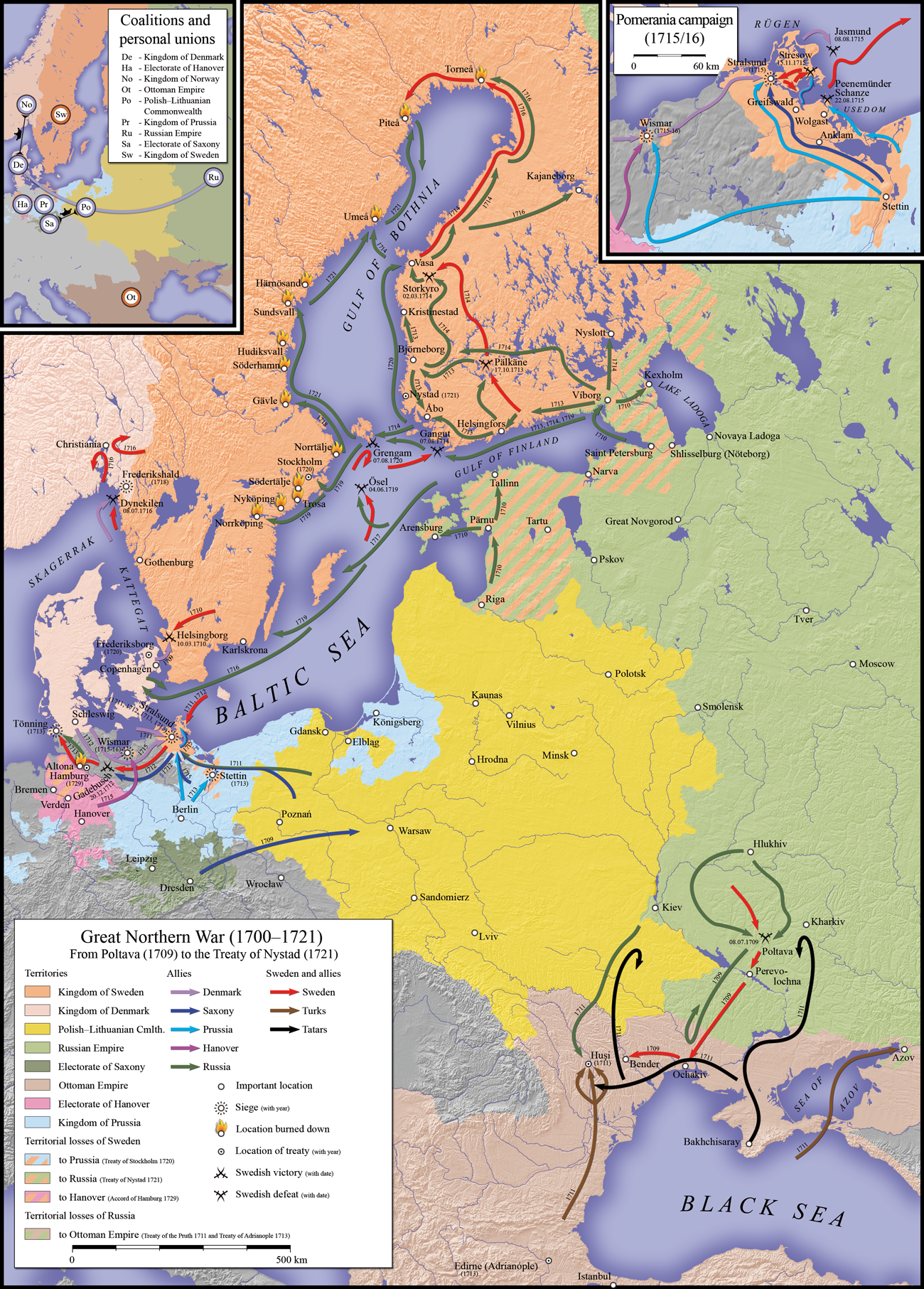
Tažení a územní změny 1709–1721

Severní válka začala útokem saských vojsk Augusta II. Silného v únoru 1700 na pevnost Daugavgrīva a město Rigu v Livonsku a útokem dánských vojsk Frederika IV. v březnu 1700 na vévodství Holstein, které bylo od roku 1698 svázáno se Švédskem sňatkem vévody Fridricha IV. a Hedviky Sofie, dcery švédského krále Karla XI. Vzápětí švédská flotila vylodila poblíž dánské Kodaně vojsko. Dánský a norský král Frederik IV. se neubránil a musel ještě v roce 1700 uzavřít mír v mírové smlouvě v Traventhalu. Válka probíhala dál bez účasti Dánska.
Po ruském vítězství v bitvě u Poltavy v létě 1709 a ústupu švédského krále Karla XII. na jih na území Osmanské říše byla obnovena alianční smlouva Saska a Dánska (Drážďanská alianční smlouva) a Dánska a Ruska (Alianční smlouva v Kodani 1709). Dánsko znovu vstoupilo do války v kampani za znovuzískání ztracených provincií Scanie, Blekinge a Hallandu. Švédský generál Magnus Stenbock však dokázal ubránit tyto provincie i bez přítomnosti krále Karla XII. Na jiných frontách Švédsko takové štěstí nemělo, především v bojích s Ruskem a při porážkách švédské armády ve Stralsundu, švédském Pomořansku.

## Pozadí

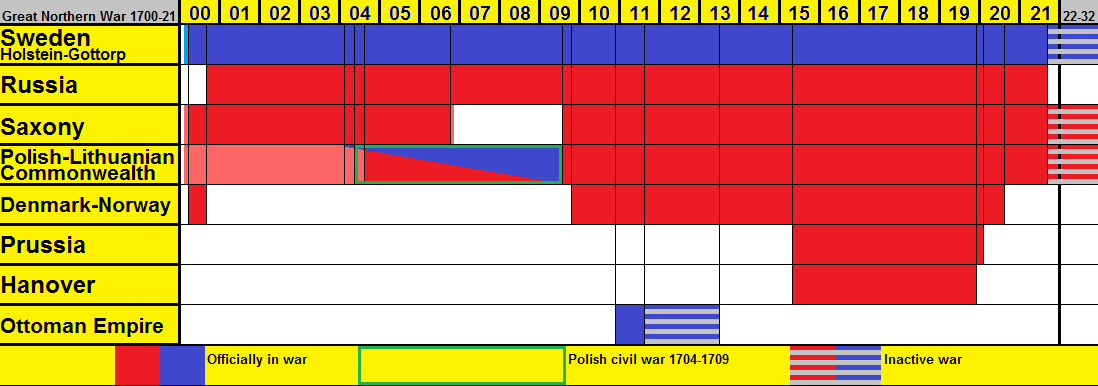
Časová osa států účastnících se velké severní války

Po několikaletém osmanském exilu se v roce 1714 švédský král Karel XII. vrátil, ale v roce 1718 byl zabit při kontrole obléhacích prací ve Fredrikshaldtu. Trůn zdědila jeho sestra Ulrika Eleanora, která byla závislá na svém manželovi Frederikovi I., který zastával post vrchního velitele švédské armády (za Karla XII. to byla jen formální pozice, ale po jeho smrti získal obrovský význam). Frederik se rozhodl uzavřít částečný mír, vzdát se některých ztracených švédských území a soustředit se na boj proti Rusku.
V letech 1719 a 1720 byly podepsány mírové Stockholmské smlouvy (s Hannoverem a Pruskem). V létě 1720 byla dokončena mírová jednání s Dánsko-norským královstvím.

## Smlouva
Švédsko:
- zaplatí odškodné 600 000 říšských tolarů jako náhradu za způsobenou škodu ve Marstrandu a Dánsku z okupovaného švédského majetku v severním Německu;
- přeruší spojenectví s vévodou z Gottorpu a zaručí, že Dánsko bude vlastnit jeho majetek Šlesvicko;
- vzdává se práva na osvobození od cla v průlivu Øresund;

Dánsko:
- Rujánu a části Západního Pomořanska, jakož i města Marstrand, Stralsund a Wismar postoupí Švédsku;
- slibuje, že nebude dále podporovat ruského cara Petra Velikého v jeho válce;
- zaručuje, že ruské lodě nebudou využívat dánské přístavy;
- získává plnou kontrolu nad Šlesvickem;

Potvrzuje se platnost předchozích smluv, uzavřených v Kodani (1660), Malmö (1662), Fontainebleau (1679) a ve Stockholmu v roce 1679 (známá jako mír v Lundu).

## Důsledky

Územní změny v severní Evropě v důsledku mírových smluv
ve Stockholmu (1719/1720), Frederiksborgu (1720) a Nystadu (1721):
hannoverské zisky (vévodství Brémy-Verden)
pruské zisky (části Západního Pomořanska)
dánské zisky (vévodský podíl Šlesvicka)
ruské zisky (pobaltské provincie, Ingermanland, Karélie)

Dánský král Frederik IV. formálně obdržel části vévodství Šlesvicka, které okupoval již od roku 1713. Na oplátku Švédové získali zpět svou ztracenou pevnost Carlsten nad Marstrandem. Mírová dohoda znamenala konec válek mezi Dánskem a Švédskem v 18. století a faktické upuštění od dalších dánských pokusů o znovuzískání Scanie. Dne 4. července 1721 se Frederik IV. nechal korunovat na hradě Gottorp, čímž začlenil vévodské části do dánského hrabství Jižní Jutsko.
Uzavřením Frederiksborské smlouvy nebylo již Švédsko ve válce s Dánskem, což mu umožnilo nasadit více sil proti Rusům. To však nezabránilo ruským galérám znovu přepadnout město Umeå. Později v červenci 1720 eskadra ze švédské bojové flotily se střetla s ruským bitevním loďstvem v bitvě u Grengamu. Zatímco výsledek bitvy je sporný, skončily tím ruské nájezdy  na švédské pobřeží v roce 1720. Jelikož započatá jednání o míru nepokročila, byly ruské galéry znovu vyslány k přepadávání švédského pobřeží v roce 1721, přičemž se zaměřovaly především na švédské pobřeží mezi Gävle a Piteå.
Švédsko doufalo, že evropské protiruské nálady vyvrcholí spojenectvím, které obnoví jeho Ruskem okupované východní provincie. K tomu však kvůli vnitřním konfliktům ve Velké Británii a Francii nedošlo. Boje nakonec skončily Nystadskou mírovou smlouvou  v září 1721, uzavřenou mezi Ruskem a Švédskem. Později ještě následovaly formální deklarace míru se Saskem (Deklarace roku 1729) a Polsko-litevskou unií (Deklarace roku 1732).